# 脊椎滑脫
脊椎滑脫（Spondylolisthesis），可简称滑椎症，是一节脊椎骨与另一相邻脊椎骨椎体间发生相对滑移，常指的是上方椎体相对于下方椎体向前位移。
「脊椎前移」為其中一種，表现为一节腰椎在相邻腰椎体或骶骨的上方向前滑移。该症常伴有椎弓融合不全，自上方传到椎弓的压力能促进滑移。患者不知不觉地发生腰椎前凸畸形，以后则出现轻度或严重腰痛。